# Justine Pasek
Justine Pasek är en skönhetsmodell från Panama. Hon deltog i Miss Universum 2002 och blev först tvåa men när den ursprunglige vinnaren, Oxana Fedorova från Ryssland avstod titeln, korades Pasek som etta.